# Champagne Pol Roger
Pol Roger et Compagnie constitue l'une des dernières grandes maisons de Champagne à la fois familiale et indépendante. L'entreprise a su nouer de solides relations commerciales et des liens privilégiés avec le marché anglais qui reste à ce jour le plus important de la maison parmi les 90 pays où ses vins sont distribués.

## Historique
Le père de Pol Roger, notaire, meurt en 1849 alors que le jeune homme n'est âgé que de 18 ans. Il est alors contraint de se lancer dans le commerce du champagne à Aÿ, où habite la famille. Deux ans plus tard, la famille s'installe à Épernay où l'affaire se développe. Le fondateur meurt en 1899 et ses deux fils prennent alors la relève. Maurice est chargé de la dimension commerciale, tandis que Georges travaille à l'élaboration du vin. L'année suivante, les caves et les bâtiments s'effondrent.
Winston Churchill, grand amateur du champagne Pol Roger depuis 1908 était un inconditionnel de la marque. À la suite de sa rencontre avec Odette Pol-Roger, petite fille de Richard Wallace, en 1944 lors d'un dîner organisé à l’ambassade de Grande-Bretagne à Paris, des liens forts se sont noués entre les familles Churchill et Pol-Roger[réf. souhaitée]. En 1975, pour le dixième anniversaire de la mort de Winston Churchill, la Maison l'honore en lançant la production du premier millésime de sa cuvée prestige Sir Winston Churchill[réf. souhaitée].
Les propriétaires de la marque Pol Roger sont membres des Primum Familiæ Vini[réf. souhaitée]. Les descendants du fondateur sont aujourd'hui encore aux commandes de l'entreprise.

### En images

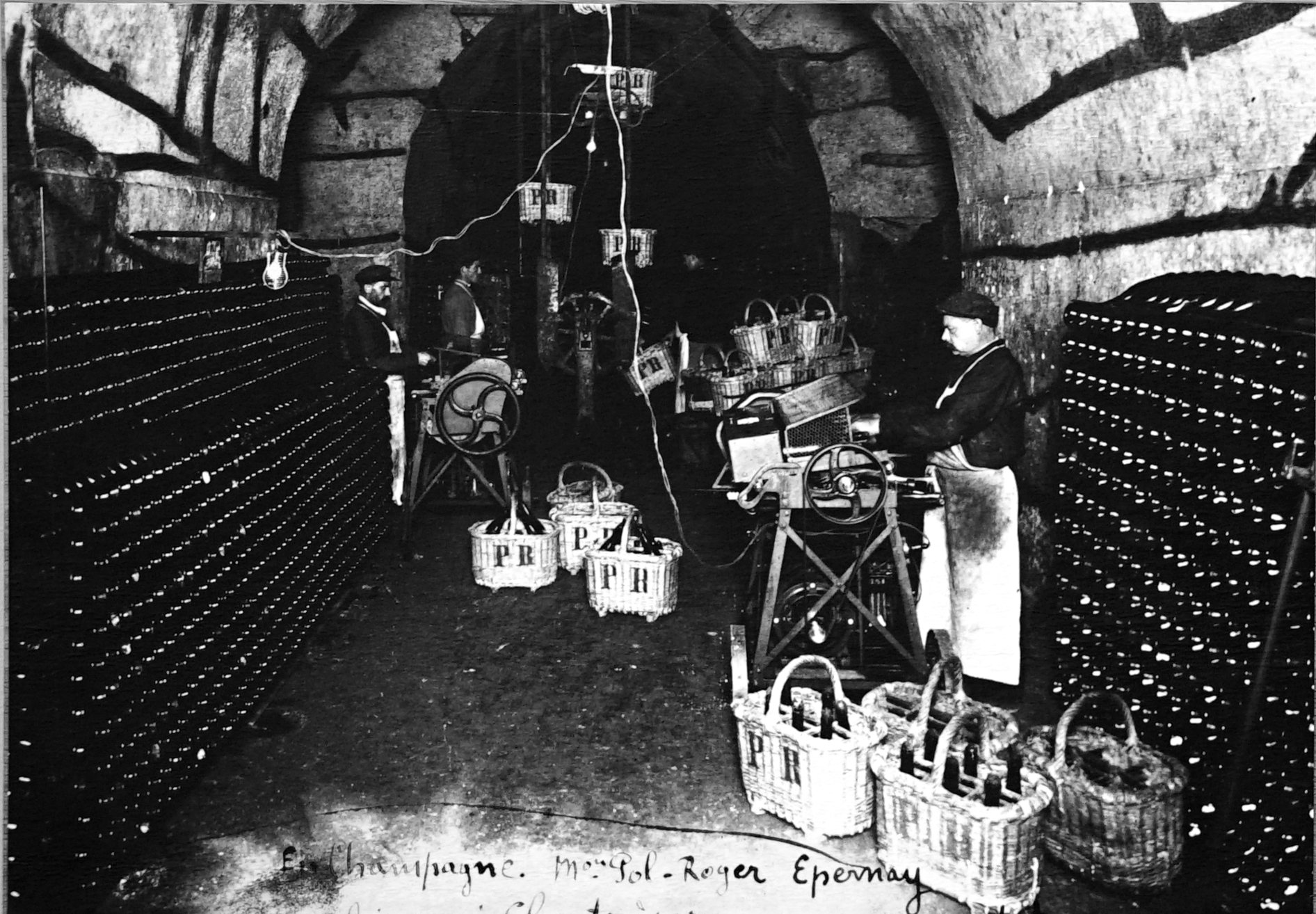
Dégorgement début XXe siècle,
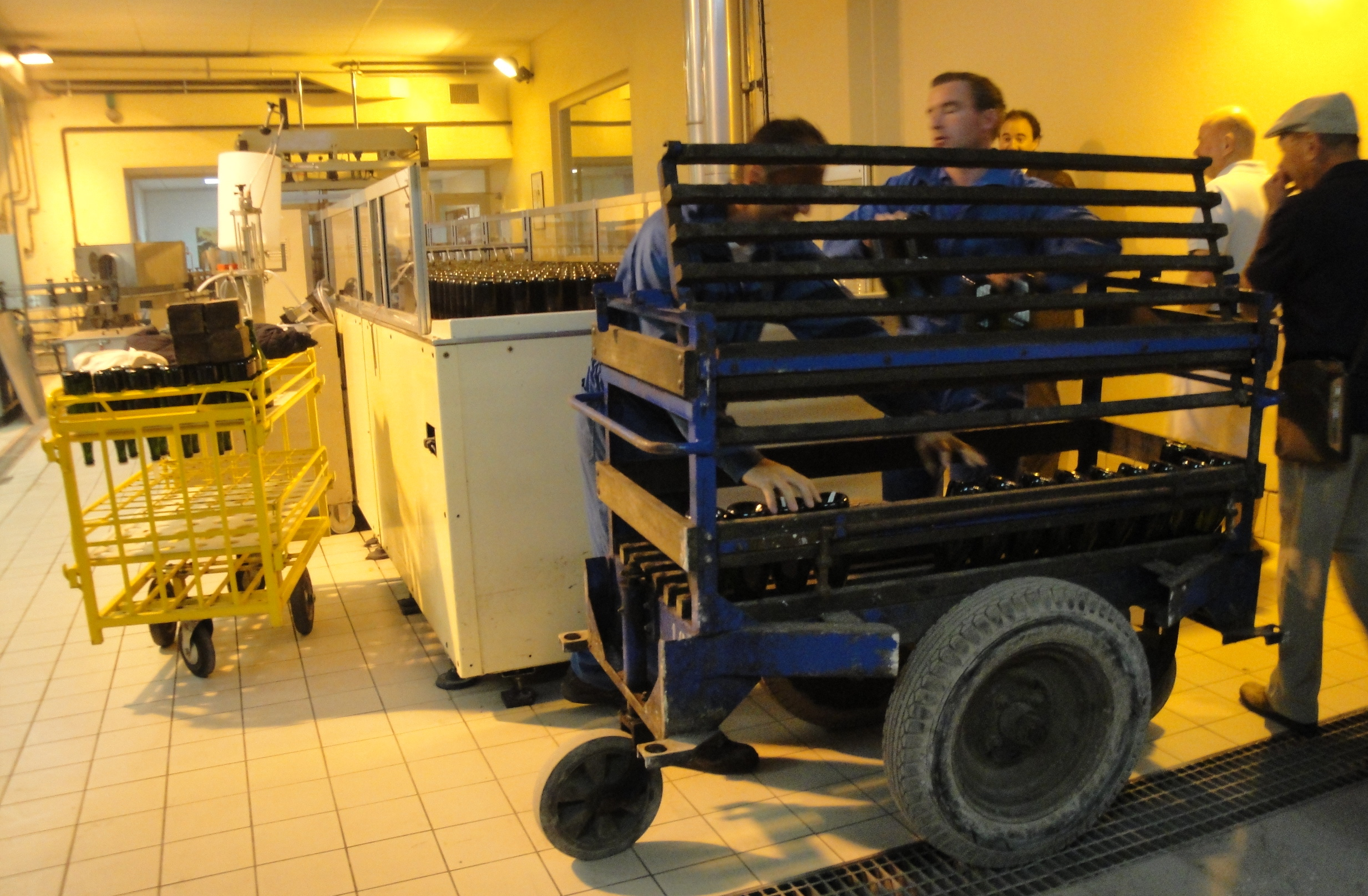
début XXIe siècle.
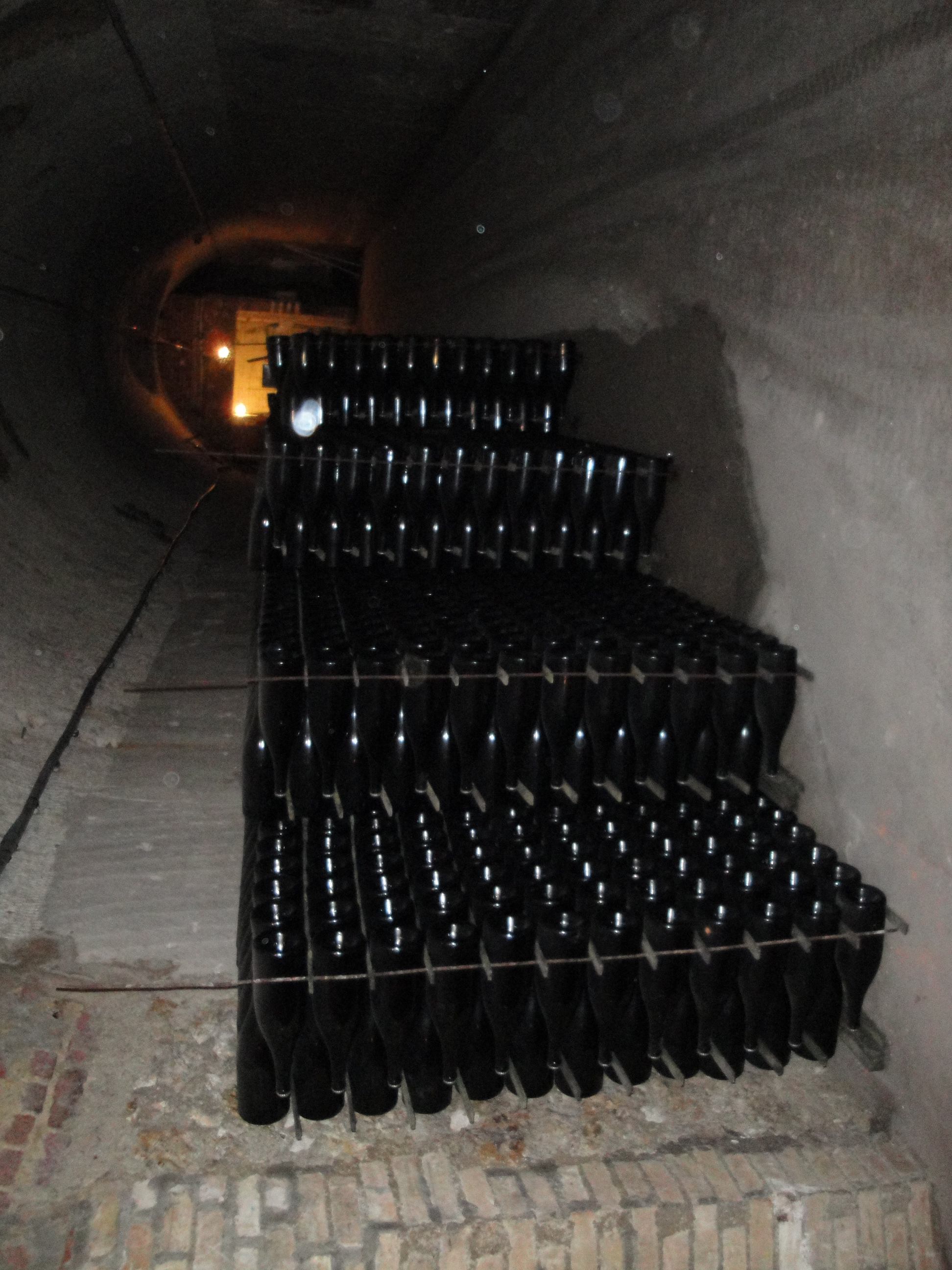
Ses caves,
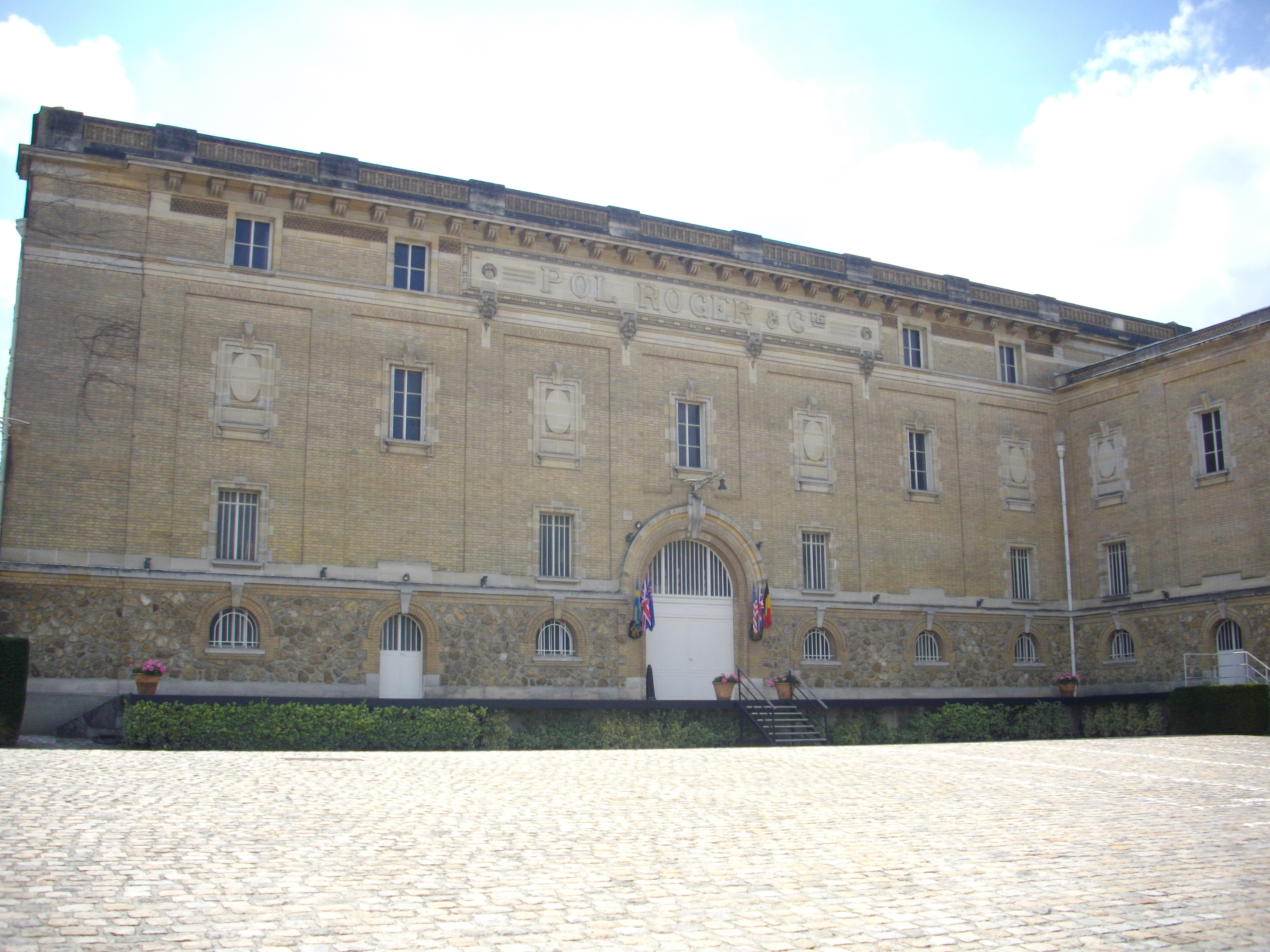
immeuble Avenue de Champagne.

## La Marque

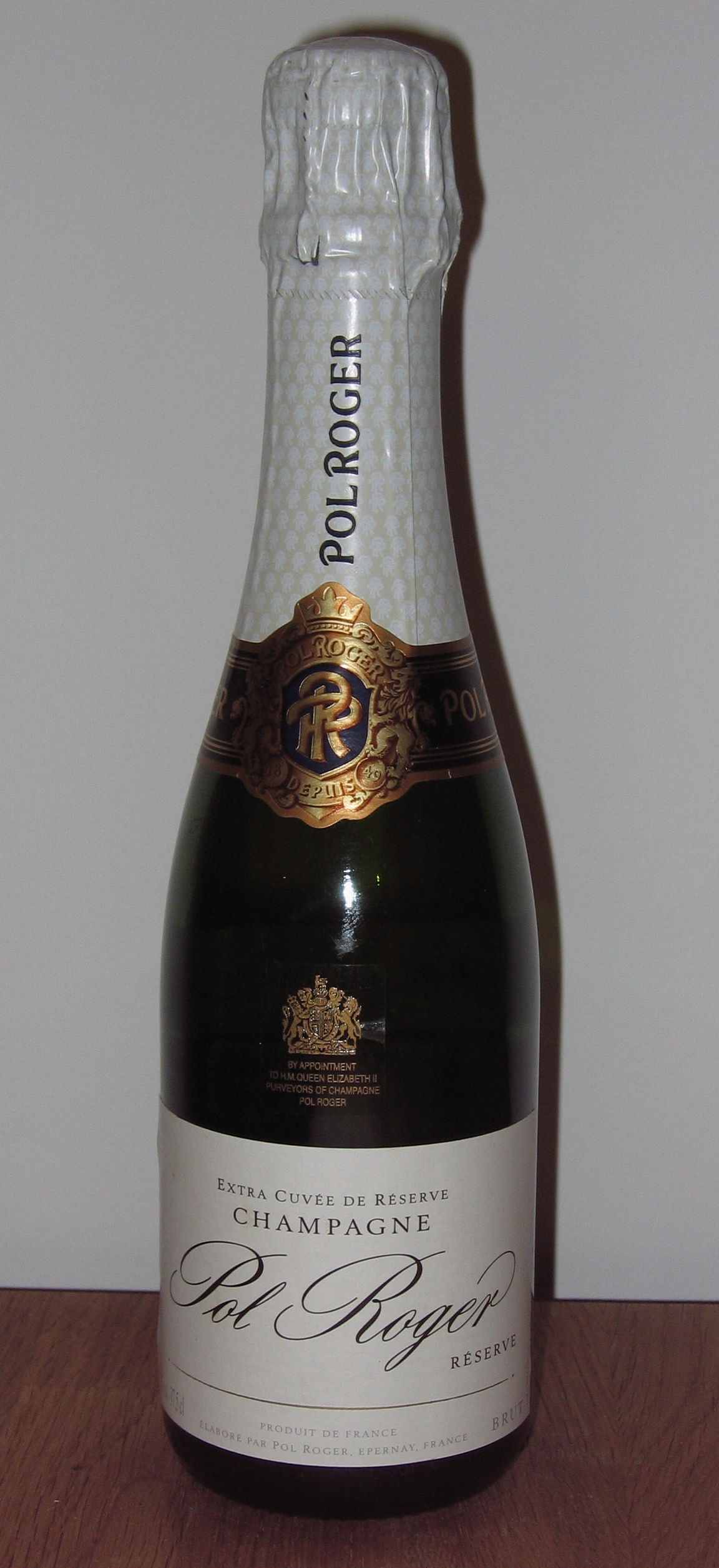
Champagne Pol Roger

Classée parmi les plus petites des Grandes Maisons de Champagne en termes de volume, la Maison Pol Roger dispose d'atouts patrimoniaux :
- 90 hectares de vignes situées sur une vingtaine des meilleurs terroirs de la montagne de Reims, de la Côte des Blancs et de la Vallée de la Marne ;
- des approvisionnements complémentaires en raisins effectués auprès des vignerons indépendants, fidélisés par des contrats appropriés ;
- des caves, d'une longueur totale de 7,5 km, creusées sur trois niveaux successifs dans le sous-sol crayeux, (jusqu'à 33 mètres sous terre) comptant parmi les plus fraîches et les plus profondes de la région[réf. nécessaire] ;
- un stock de 9 millions de bouteilles en cours de lent vieillissement, représentant environ cinq années de ventes.

## Concours Pol Roger
Chaque année, la maison Pol Roger organise un concours de dégustation inter-Grandes Ecoles. Des sélections régionales ont lieu à Lyon, Lille, Paris et Bordeaux. La finale nationale a lieu au siège de la société, à Épernay. À l'issue de ce concours, le vainqueur français affronte le vainqueur anglais (Oxford ou Cambridge) lors de la finale internationale, également à Épernay.